# Wyspy Batu
Wyspy Batu (indonez. Kepulauan Batu) – archipelag na Oceanie Indyjskim; wchodzi w skład prowincji Sumatra Północna. Leży w łańcuchu wysepek przebiegającym w odległości około 100 km od Sumatry, od której oddziela go cieśnina Mentawai. Powierzchnia 1650 km²; ok. 30 tys. mieszkańców.
Składa się z 51 wysp, największe z nich to: Tanahbala, Tanahmasa i Pini. Powierzchnia nizinna, wysokość do 270 m n.p.m. Wyspy porasta w większości las równikowy. Uprawa palmy kokosowej; eksploatacja lasów; rybołówstwo. Głównym ośrodkiem miejskim jest Pulautelo na wyspie Sibuasi Większość ludności stanowią Malajowie.